# Diamond Box
Albums de Wink
Sapphire
(1991) Each Side of Screen
(1992)
Diamond Box est le deuxième album compilation de Wink, sorti en 1991, parfois considéré comme son premier album de remix, la plupart des titres y étant remixés.

## Présentation
L'album sort le 21 décembre 1991 au Japon sous le label Polystar, un mois seulement après le précédent album original du groupe, Sapphire. Il atteint la 14e place de l'Oricon, et reste classé pendant six semaines.
Il contient dix titres, dont huit chansons complètes : des versions remixées des quatre chansons parues en single depuis la sortie de la précédente compilation Wink Hot Singles, une nouvelle version de la "face B" d'un single précédent (Omoide Made Soba ni Ite, reprise de Welcome to the Edge de Billie Hughes), et trois chansons extraites de trois albums récents. Les deux autres titres de la compilation sont des "Mix Non Stop" de cinq minutes, composés d'extraits mixés ensemble de chansons tirées des albums du groupe, des reprises de chansons occidentales adaptées en japonais.

## Liste des titres
1. Non Stop 1 : 
  - Ano Yoru e Kaeritai (あの夜へ帰りたい?) (de l'album Sapphire ; reprise de Step Back in Time de Kylie Minogue)
  - Sexy Music (du single homonyme ; reprise de The Nolans)
  - Warui Yume (悪い夢?) (de l'album Crescent ; reprise de I Was Made For Loving You de Kiss)
  - Ginsei Club (銀星倶楽部?) (de l'album Velvet ; reprise de I'm In Mood For Dancing de The Nolans)
2. New Moon ni Aimashō (ニュー・ムーンに逢いましょう?) (Remix)
3. Kitto Atsui Kuchibiru ~Remain~ (きっと熱いくちびる ～リメイン～?) (Remix)
4. Haitoku no Scenario (背徳のシナリオ?)  (Remix)
5. Omoide Made Soba ni Ite (想い出までそばにいて?) (Album Version) ("face B" du single Yoru ni Hagurete)
6. Ame ni Negai wo (雨に願いを?) (de l'album Velvet)
7. Non Stop 2 : 
  - Special To Me (de l'album Twin Memories ; reprise de Bobby Caldwell)
  - Only Lonely (de l'album Especially for You ; reprise de The Dooleys)
  - Mighty Mighty Love (de l'album Queen of Love ; reprise de In the Year 2525 de Zager and Evans)
  - Yakan Hikō (夜間飛行?) (de l'album Twin Memories ; reprise de Never Marry A Railroad Man de Shocking Blue)
8. Manatsu no Tremolo (真夏のトレモロ?) (Remix)
9. Aishiteru ~Never Stopped Loving You~ (愛してる...?) (de l'album Twin Memories)
10. Abuku ni Naru ~Endless Summer~ (泡になる...?) (de l'album Queen of Love)